# 4267 Basner
4267 Basner è un asteroide della fascia principale. Scoperto nel 1971, presenta un'orbita caratterizzata da un semiasse maggiore pari a 2,3266351 UA e da un'eccentricità di 0,2035935, inclinata di 2,27762° rispetto all'eclittica.